# Collix psephana
Collix psephana är en fjärilsart som beskrevs av Louis Beethoven Prout 1927. Collix psephana ingår i släktet Collix och familjen mätare. Inga underarter finns listade i Catalogue of Life.